# Real Ariquemes Esporte Clube
Real Ariquemes Esporte Clube ou simplesmente  Real Ariquemes, é um clube brasileiro de futebol da cidade de Ariquemes, no estado de Rondônia. Suas cores são vermelho e preto. O clube tem como mascote um Furacão.
Manda suas partidas no Estádio Gentil Valério, com capacidade para 5.000 torcedores.
Até 2016 era conhecido como Real Desportivo, ano em que o clube voltou a disputar o Campeonato Rondoniense de Futebol, já ostentando o novo nome fantasia de Real Ariquemes.

## História
Criado em 25 de abril de 2011, o Real Ariquemes foi idealizado pelo desportista Ronis Silva. Naquele ano, o Furacão do Jamari disputou a Série B do Campeonato Rondoniense. Em 2015, o Real Ariquemes retornou ao cenário estadual com a participação no estadual sub-20. No ano seguinte, o clube retornou ao futebol profissional e ficou com a terceira posição no certame.
Em 2017, o Real Ariquemes elegeu como presidente, o empresário e empreendedor Chico Pinheiro, que apresentou um projeto audacioso e moderno para buscar o título da competição. Naquele mesmo ano, o Furacão do Jamari faturou seu primeiro título estadual. Ainda em 2017, o Real Ariquemes participou de sua primeira competição nacional, a Série D do Brasileiro.
Em 2018, o Real Ariquemes entrou na competição como time a ser batido e acabou conquistando o bicampeonato estadual. Além do título no profissional, o Furacão do Jamari também garantiu a taça de campeão no Sub-20, garantindo sua participação na Copa São Paulo de Futebol Júnior e também na Copa do Brasil Sub-20 em 2019.
Já em 2019, o Real Ariquemes não conseguiu renovar seu título estadual, caindo nas semifinais. Porém, na Série D do Brasileiro, o Furacão do Jamari conseguiu avançar pela 1ª vez à segunda fase, mas acabou sendo eliminado pelo Manaus.
Em 2022 sagrou-se campeão do Campeonato Rondoniense e Tetra no Campeonato Rondoniense Feminino, também conquistou o acesso ao Campeonato Brasileiro de Futebol Feminino.
Em 2024, foi suspenso pela Confederação Brasileira de Futebol e pela Federação de Futebol do Estado de Rondônia e passará dois anos sem as competições oficiais, vez que houve tentativa de interferência externa por parte da equipe.

## Títulos
| ESTADUAIS | ESTADUAIS              | ESTADUAIS | ESTADUAIS         |
|           | Competição             | Títulos   | Temporadas        |
| --------- | ---------------------- | --------- | ----------------- |
|           | Campeonato Rondoniense | 3         | 2017, 2018 e 2022 |

## Estatísticas

### Participações
|  | Participações em 2023 |

| Competição | Competição             | Temporadas | Melhor campanha                | Estreia | Última | P | R |
| Rondônia   | Campeonato Rondoniense | 8          | Campeão (3 vezes)              | 2016    | 2023   |   | – |
| Rondônia   | Segunda Divisão        | 1          | 3º colocado (2011)             | 2011    | 2011   | – |   |
|            | Copa Verde             | 3          | Oitavas-de-final (2018 e 2023) | 2018    | 2023   |   |   |
| Brasil     | Série D                | 4          | 29º colocado (2019)            | 2017    | 2023   | – |   |
| Brasil     | Copa do Brasil         | 3          | 1ª fase (2018, 2019 e 2023)    | 2018    | 2023   |   |   |

### Temporadas
Legenda:
| Campeão. Vice-campeão. Eliminado na semifinal. | Classificado à Copa Libertadores da América pela campanha no Campeonato Brasileiro. Classificado à Copa Libertadores da América pelo título da Copa do Brasil ou Copa Libertadores. Classificado à Copa Sul-Americana. | Rebaixado à divisão inferior. Campeão e promovido à divisão superior. Promovido à divisão superior. |

### Retrospecto em competições oficiais
Última atualização: Série D de 2019.
| Competição | Competição | Temporadas | Títulos | Pts. | J  | V | E | D  | GP | GC |
| ---------- | ---------- | ---------- | ------- | ---- | -- | - | - | -- | -- | -- |
| Brasil     | Série D    | 3          | –       | 18   | 20 | 4 | 6 | 10 | 21 | 39 |

## Rivalidades
- Derby de Ariquemes: Real Ariquemes vs. Ariquemes
- El Clásico de Rondônia: Barcelona x Real Ariquemes[16]

### Estatísticas do El Clásico de Rondônia
|                                   | Jogos | Vitórias | Vitórias | Empates |
| REA                               | Jogos | BAR      |          | Empates |
| --------------------------------- | ----- | -------- | -------- | ------- |
| Campeonato Rondoniense de Futebol | 8     | 4        | 2        | 2       |
| Campeonato Brasileiro             | 0     | 0        | 0        | 0       |
| Todas as competições              | 0     | 0        | 0        | 0       |
| Amistosos                         | 0     | 0        | 0        | 0       |
| Todos os jogos                    | 8     | 4        | 2        | 2       |

## Ranking da CBF

### Ranking regional e estadual
- Região Norte: 9º
- Estadual: 1º

Ranking criado pela Confederação Brasileira de Futebol que pontua todos os times do Brasil.